# 南投縣埔里鎮埔里國民小學
南投縣埔里鎮埔里國民小學，簡稱埔里國小，是位於南投縣埔里鎮西康路的公立國民小學，創立於1898年，為南投縣的百年老校之一。

## 歷史
1898年（明治31年）10月1日，創立南投廳埔里社公學校，校址在今第三市場。1935年（昭和10年）8月16日，遷至現在校址。次年4月1日，改稱為埔里北公學校。1941年（昭和16年）4月，改制為埔里北國民學校。

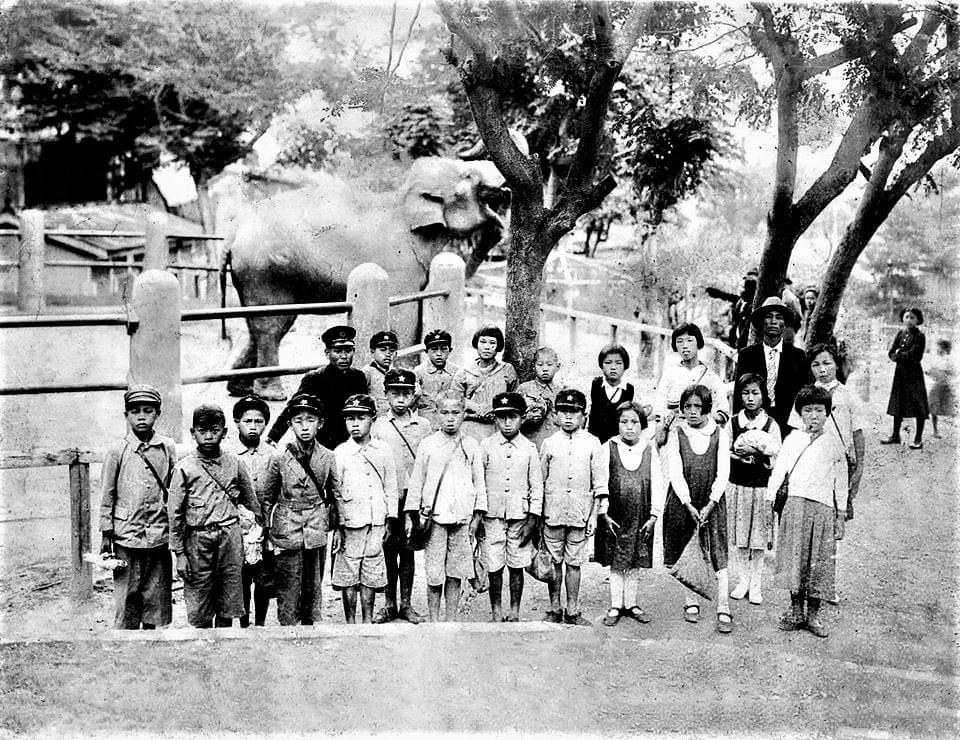
1942年（昭和17年），埔里北國民學校六年級學生畢業旅行，於台北圓山動物園合照

第二次世界大戰日本戰敗後，國民政府接收臺灣。1946年（民國35年）4月1日，改稱為臺中縣立埔里第一國民學校。1948年（民國37年）1月1日，附設幼稚園開班。1950年（民國39年）10月21日，改稱為南投縣埔里第一國民學校。1968年（民國57）年8月1日實施九年國民教育，改制為南投縣埔里國民小學。
1978年（民國67年）12月1日，設立啟智教育實驗班。1980年（民國69年）10月5日，設置牙齒保健中心。1988年（民國77年）05月8日舉辦創校九十週年活動，成立校史室。1989年（民國78年）8月1日，幼稚園正式納入編制。1997年（民國86年）5月11日，舉辦建校100週年活動。
1999年（民國88年）9月21日發生集集大地震，全校所有建築物被震毀。10月12日，奉命拆除全部危樓並研擬原地重建計畫。11月8日，遷移至台糖土地興建第一臨時簡易教室採合班復課。次年4月24日，四、五學年搬遷至第二臨時簡易教室回復正常上課。2002年（民國91年）1月14日，遷回新校舍上課。2007年（民國96年）5月10至12日，舉辦創校110週年校慶系列活動。2017年（民國106年10月28日），舉辦創校120週年校慶活動。

## 歷任校長

### 日治時期
日治時期歷任校長如下：
| 任次 | 姓名         | 任期                     |
| ---- | ------------ | ------------------------ |
| 1    | 中堂謙吉     | 明治31年10月~明治33年    |
| 2    | 中山群       | 明治33年~明治34年        |
| 3    | 塚地翠       | 明治34年~明治35年        |
| 4    | 柳澤明信     | 明治35年~明治36年        |
| 5    | 秀島巖彥     | 明治36年~明治37年        |
| 6    | 和田富士夫   | 明治37年~明治37年        |
| 7    | 中田哲夫     | 明治37年~明治39年        |
| 8    | 內田大助     | 明治39年~大正2年         |
| 9    | 太田嘉三太   | 大正2年~大正9年          |
| 10   | 谷口清之助   | 大正9年9月~昭和8年3月    |
| 11   | 渡邊誠之進   | 昭和8年4月~昭和14年3月   |
| 代理 | 奧島憲慶     | 昭和14年4月~昭和16年3月  |
| 12   | 丸大好光     | 昭和16年4月~昭和19年3月  |
| 13   | 小野澤彌平治 | 昭和19年4月~昭和20年12月 |

### 民國時期
民國時期歷任校長接任如下：
- 第一任、張雩騰：1945年12月12日
- 第二任、潘明彰：1972年10月2日
- 第三任、彭德華：1977年8月17日
- 第四任、蔡秀吟：1982年8月24日
- 第五任、黃木林：1996年8月1日
- 第六任、黃坤練：1999年8月1日
- 第七任、劉武雄：2002年8月1日
- 第八任、徐政宗：2004年2月1日
- 第九任、張月玲：2005年2月1日
- 第十任、陳茂德：2012年8月1日
- 代理、易元培：2015年8月1日
- 第十一任、吳耀堂：2016年8月1日
- 第十二任、鐘森雄：2017年8月1日